# هیروشی تگوراموری
هیروشی تگوراموری (ژاپنی: 手倉森 浩؛ زادهٔ ۱۴ نوامبر ۱۹۶۷) یک بازیکن فوتبال اهل ژاپن است.
از باشگاه‌هایی که در آن بازی کرده‌است می‌توان به باشگاه فوتبال کاشیما آنتلرز و باشگاه فوتبال مونتدیو یاماگاتا اشاره کرد.